# Linia Otwocka
Linia Otwocka – regionalny tygodnik, który ukazywał się na terenie powiatu otwockiego i warszawskiej dzielnicy Wawer w latach 1998−2022.

## Opis
Pierwszy numer „Linii Otwockiej” ukazał się 8 kwietnia 1998 roku pod redakcją Andrzeja Dzierżanowskiego. Kolejnym wieloletnim redaktorem naczelnym tygodnika był Zbigniew D. Skoczek, którego zastąpił później Artur Kubajek.
W sierpniu 2013 roku zostały zmienione szata graficzna i wielkość gazety. Od 2019 roku tygodnik rozpoczął wydawanie cyfrowego e-wydania.
Ostatni numer tygodnika ukazał się 25 lipca 2022 roku.

### Redakcja
- Artur Kubajek − redaktor naczelny